# Talen
Talen é uma cidade e uma nagar panchayat no distrito de Rajgarh, no estado indiano de Madhya Pradesh.

## Geografia
Talen está localizada a 23° 34′ N, 76° 43′ L. Tem uma altitude média de 428 metros (1 404 pés).

## Demografia
Segundo o censo de 2001, Talen tinha uma população de 9 098 habitantes. Os indivíduos do sexo masculino constituem 52% da população e os do sexo feminino 48%. Talen tem uma taxa de literacia de 49%, inferior à média nacional de 59,5%: a literacia no sexo masculino é de 61% e no sexo feminino é de 35%. Em Talen, 20% da população está abaixo dos 6 anos de idade.